# Eli Crane

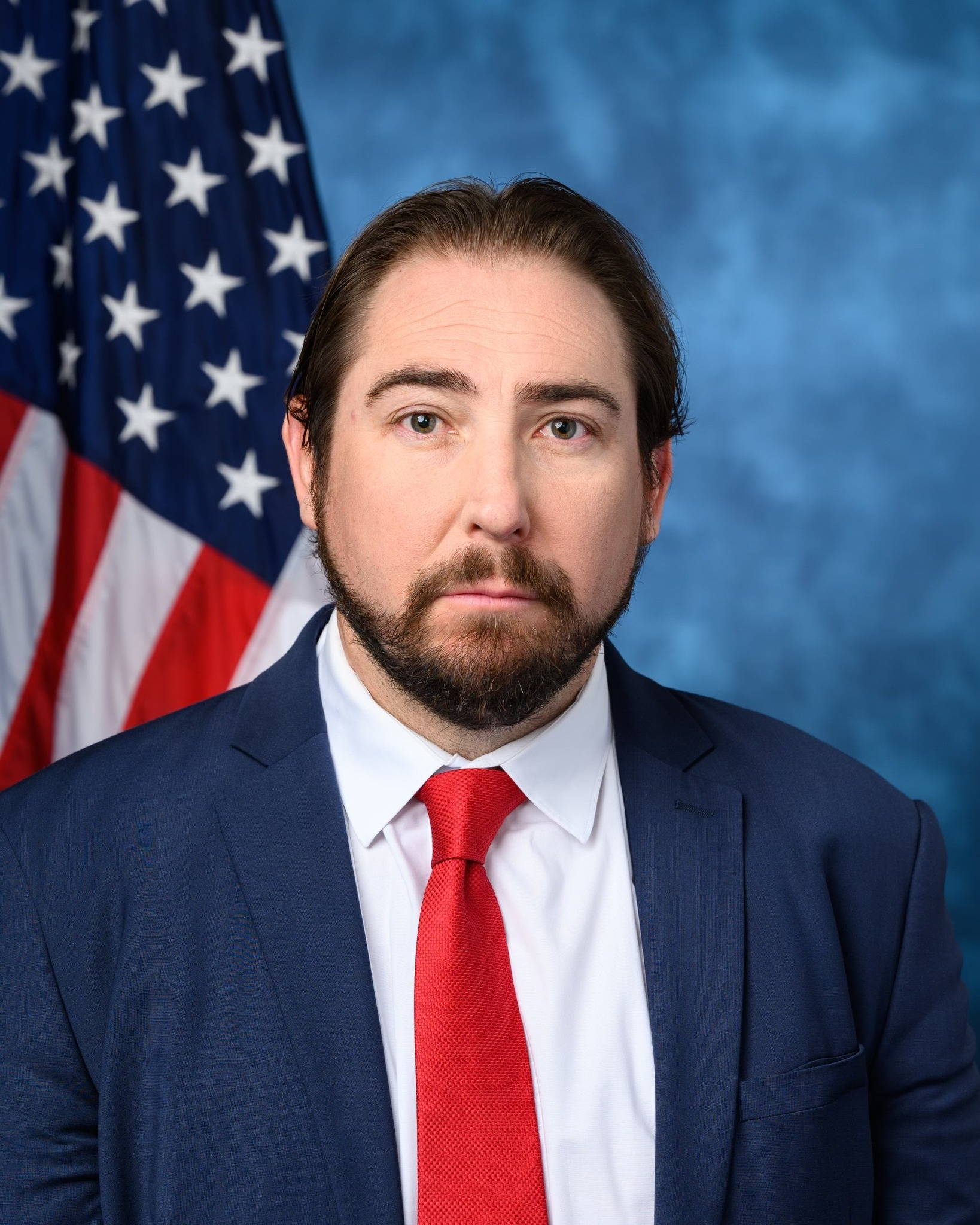
Eli Crane (2023)

Elijah „Eli“ James Crane (* 3. Januar 1980 in Tucson, Arizona) ist ein amerikanischer Unternehmer und Politiker (Republikanische Partei). Er gehört seit 2023 dem Repräsentantenhaus der Vereinigten Staaten an, wo er den 2. Kongresswahlbezirk von Arizona vertritt.

## Lebenslauf
Crane wurde in Tucson geboren und wuchs in Yuma auf. Nach den Terroranschlägen am 11. September 2001 brach er ein Studium an der University of Arizona ab und meldete sich freiwillig zum Militärdienst. Von 2001 bis 2014 war er Teil der US Navy. Dort wurde er bei den Navy SEALs eingesetzt und nahm an fünf Auslandseinsätzen teil. Nach seiner militärischen Laufbahn gründete er die Firma Bottle Breacher, die Flaschenöffner aus Patronenhülsen herstellt. Dieses Produkt stellte er gemeinsam mit seiner Ehefrau in der TV-Sendung Shark Tank, der US-amerikanischen Version von Die Höhle der Löwen, teil und erhielt zwei Investments.

## Politische Karriere
Cranes Kandidatur für den 2. Kongresswahlbezirk in Arizona wurde von Donald Trump befürwortet. Crane war ein Vertreter der Big Lie und forderte im Wahlkampf eine Entzertifizierung der Ergebnisse der Wahlniederlage Trumps 2020. Er setzte sich in der innerparteilichen Vorwahl unter anderem gegen Walter Blackman, der Mitglied des Repräsentantenhauses von Arizona war, durch. Er gewann schließlich die Wahl gegen seinen demokratischen Mitbewerber mit 53,9 %.
Eli Crane schloss sich im Repräsentantenhaus dem Freedom Caucus an. In seiner Zeit im 118. Kongress gehörte er im Januar 2023 zu den sechs Abgeordneten der Republikanischen Partei, die bei der Wahl zum Sprecher des Repräsentantenhauses die Zustimmung für den Kandidaten der Fraktion, Kevin McCarthy, vollständig verweigerten. Erst im 15. Wahlgang verzichtete Crane darauf, einen weiteren Zählkandidaten zu nennen und somit die Wahl McCarthys zu sabotieren, sondern plädierte lediglich auf „anwesend“. Am 3. Oktober 2023 war er einer der acht republikanischen Abgeordneten, die für die Abwahl von Kevin McCarthy als Sprecher des Repräsentantenhauses stimmten und ihn damit stürzten. Am 16. Mai 2024 erschien Crane zusammen mit anderen Abgeordneten zur Unterstützung Trumps im Strafprozess New York v. Trump. Nach dem ersten Attentat auf Donald Trump verbreitete Crane Verschwörungstheorien über eine Beteiligung des FBI.
Bei seiner Wiederwahlkampagne 2024 erfreute er sich der Unterstützung von Donald Trump, Senator Mike Lee und Matt Gaetz in der Vorwahl gegen den von Kevin McCarthy unterstützen Jack Smith. Er setzte sich in der Vorwahl durch. Crane gewann die Hauptwahl gegen den Demokraten Jonathan Nez mit 54,5 %.
Eli Crane beantragte zu Beginn des 119. Kongress im Februar 2025 ein Amtsenthebungsverfahren gegen einen Richter, der dem Department of Government Efficiency Zugang zu Daten des Finanzministeriums verweigerte. Er rief in sozialen Medien zur Amtsenthebungsverfahren eines weiteren Bundesrichters auf, der eine Executive Order Trumps ausgesetzt hatte. Elon Musk gab am Mittwoch, dem 19. März 2025 zu Cranes Wiederwahlkampfkampagne die Höchsumme an Barwahlkampfspenden ($ 6.600), wie auch an die Abgeordneten Lauren Boebert aus Colorado, Andy Ogles aus Tennessee, Andrew Clyde aus Georgia, Brandon Gill aus Texas und Derrick Van Orden aus Wisconsin, die ebenfalls Amtsenthebungsverfahren gegen Bundesrichter unterstützten. Crane erklärte, dass er und seine Amtskollegen nicht Amtsenthebungsverfahren anstrengen würden, um Wahlkampfspenden von Musk zu erhalten. Es sei aber großartig, dass jemand wie Musk das unterstützen würde.